# Zakręt Pięciu Gwizdków
Zakręt Pięciu Gwizdków – znajduje się w Gdańsku, przy ujściu Martwej Wisły ku Zatoce Gdańskiej. Jest zakrętem o długości 600 m, w którym Martwa Wisła przechodzi w Kanał Portowy. Jednostki pływające zmieniają w nim kurs o 110 stopni.
Po północno-wschodniej stronie Zakrętu Pięciu Gwizdków znajduje się nabrzeże Mew, Szaniec Mewi i przystań Żeglugi Gdańskiej na Westerplatte (dzielnica Przeróbka); po stronie południowo-zachodniej znajduje się nabrzeże Pięciu Gwizdków w Nowym Porcie.

## Historia

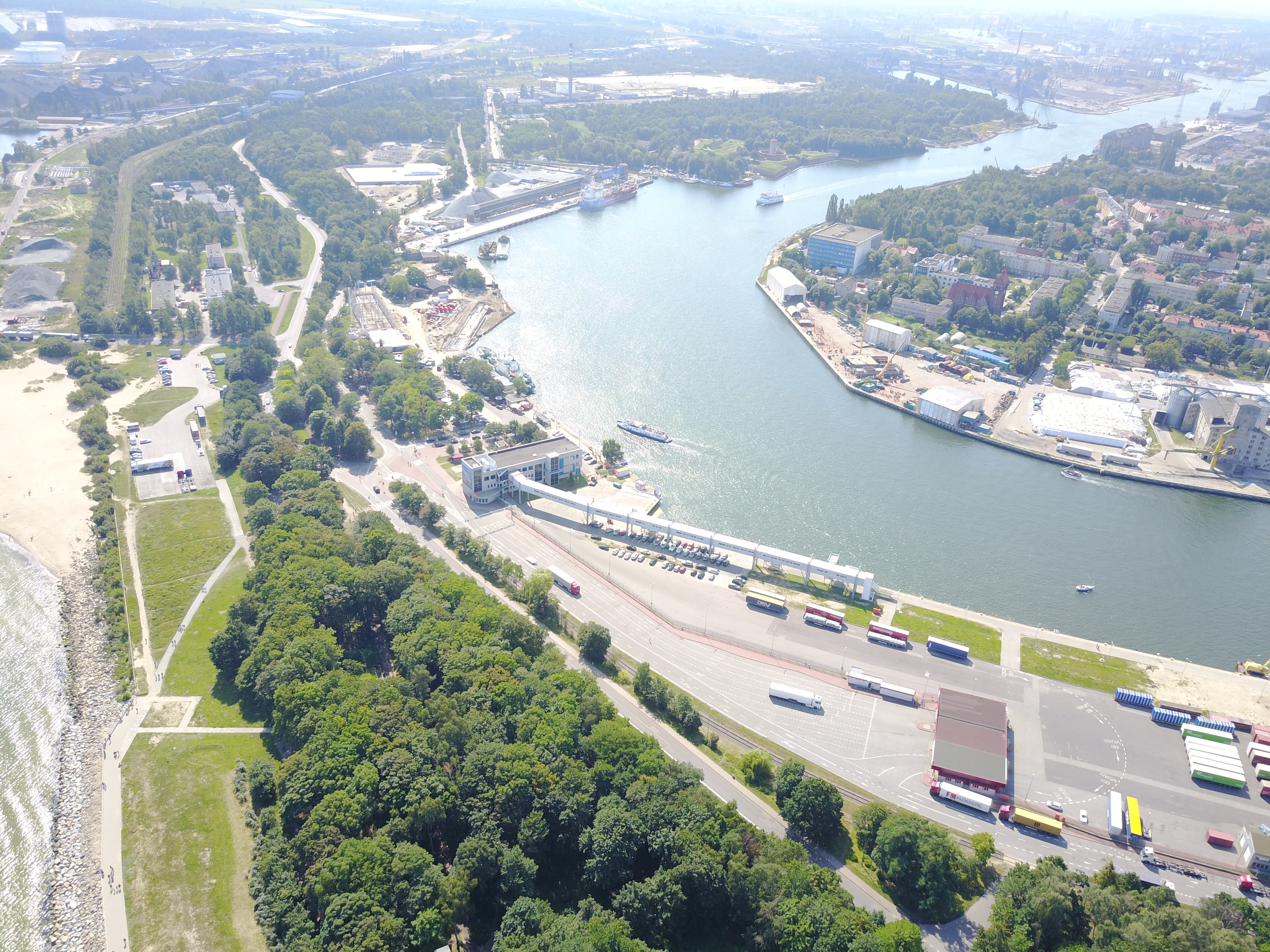
Widok lotniczy zakrętu, po prawej Kanał Portowy

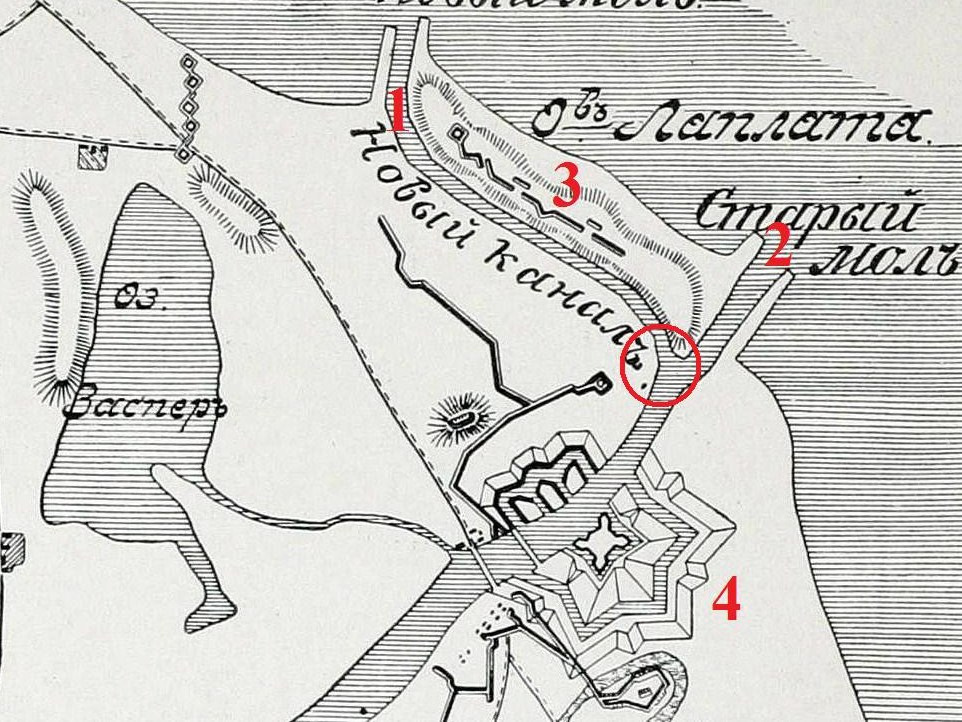
Zakręt Pięciu Gwizdków (w kółku) na planie z 1734. 1) Kanał Portowy, 2) stare ujście Wisły, 3) Westerplatte (jeszcze jako wyspa), 4) Twierdza Wisłoujście

Nazwa pochodzi od sygnałów dźwiękowych (gwizdkiem, jak według przepisów nazywa się syreny, tyfony itp), dawanych przez statki mijające ten zakręt.
Zakręt powstał z głównego koryta Wisły przy jej ujściu do Zatoki Gdańskiej, z zachodniej odnogi odciętej śluzą w końcu XVIII wieku. Wcześniej Wisła łączyła się z zatoką ujściem północno-wschodnim, którego strzegła zbudowana w XV wieku Twierdza Wisłoujście. W wyniku długotrwałego zapiaszczenia - nanoszenia przez Wisłę piasku i mułu, które osadzały się w rejonie jej ujścia - tworzyły się płycizny. Z biegiem lat płycizny powiększały się w wyniku oddziaływania prądów morskich i falowania, rozrastając się w wysepki. Następnie w powiększaniu lądu brali udział ludzie, którzy umacniali jego brzegi i powiększali ziemią uzyskaną z pogłębiania ujścia. Umacnianiu ławic sprzyjało również ich intensywne zalesianie. W 1847 zamknięto ostatecznie stare ujście Wisły groblą, tworząc półwysep Westerplatte i zakręt. Po 1820 zakręt został przebudowany w kanał portowy z kamiennymi nabrzeżami. W latach 1958–1964 został poszerzony i pogłębiony, a wydobytą ziemię wykorzystano do wykonania wzniesienia na Westerplatte, na którym w 1966 stanął pomnik Obrońców Wybrzeża.
Z tego miejsca niemiecki pancernik „Schleswig-Holstein” ostrzelał Wojskową Składnicę Tranzytową na Westerplatte w 1939. To wydarzenie uznaje się za początek II wojny światowej.